# Царичин град
Царичин град, или Јустинијана Прима (лат. Ivstiniana Prima / Justiniana Prima), представља позноантички (рановизантијски) град из 6. века, а уједно и археолошки локалитет који је класификован као непокретно културно добро од изузетног значаја за Републику Србију. Налази се у општини Лебане. Представља јединствени споменик културе и полазну тачку за проучавање позноантичког и рановизантијског наслеђа на просторима Србије.
Царичин град је био један од највећих и најзначајнијих византијских градова у унутрашњости Балкана. Подигао га је византијски цар Јустинијан I (527—565), у знак захвалности свом родном крају. У граду је 535. године установљена Архиепископија Јустинијана Прима.
Каснији нестанак града са историјске позорнице датира се у време владавине цара Ираклија I (610–641), када је град освојен и похаран од Авара и Словена.

## Положај
Археолошко налазиште Царичин град (Ivstiniana Prima) налази се на југу Србије, на благим падинама које се спуштају са Радана ка Лесковачкој котлини. Удаљено је 28 km од Лесковца, а 8 km од Лебана. Смештено је у атару села Штулац, на узвишеном платоу који је уоквирен двема речицама, Свињаричком на западу и Царичинском на истоку.

### Таурисион и Бедеријана
Пре подизања Јустинијане Приме, у тој области су постојала два места која су била непосредно везана за цара Јустинијана, који је рођен у селу званом Таурисион (грч. Ταυρίσιον, лат. Taurisium — Таурисијум), код тврђаве зване Бедеријана (грч. Βεδερίανα, лат. Bederiana). Према сведочењу хроничара Јована Антиохијског (7. век), тврђава Бедеријана налазила се у широј области античког Наисуса (данашњи Ниш у Србији), што упућује управо на крај у коме је цар Јустинијан по доласку на власт подигао град који је добио име Јустинијана Прима (Царичин град код Лебана).

## Истраживања
Назив потиче од легенде о безводном граду којим је владала нека царица.
Царичин град лежи на благим падинама које се спуштају од планине Радан ка лесковачкој котлини. Само налазиште простире се на платоу од 42.000m².
Први опис рушевина дао је Мита Ракић 1880. године у листу Отаџбина.
Истраживања на археолошком локалитету Царичин град започета су 1912. године. Први истраживач града био је Владимир Петковић. Он је на основу величине откривеног града, остатака мозаика, мноштва архитектонске пластике изнео прве хипотезе да се ради о Јустинијани Прими. Ова истраживања убрзо су заустављена услед ратова.
Истраживања су настављена 1936. године под покровитељством Српске краљевске академије и Универзитета у Београду и трајала су до 1940. године када су прекинута, поново због рата. Период истраживања од 1936. до 1940. године један је од кључних у истраживању града. У овом периоду откривен је комплекс Акропоља са бедемима, кулама, источном капијом, Епископском базиликом, крстионицом, „Консигнаторијумом”, централном улицом са портицима и „Епископском палатом и анексима”. У току овог периода, 1938. године, започета су и ископавања Горњег града. До 1940. године откривен је велики број грађевина које су указале на то колики је значај имао Царичин град у историји византијског урбанизма.
Након рата истраживања су обновљена 1947. године и трајала су до 1970. године. Током овог периода ископавања су проширена и на простор Доњег града као и на објекте подигнуте ван градског језгра, у непосредној околини. Радови на локалитету поверени су новооснованом Археолошком институту Српске академије наука.
Истраживања су поново настављена 1975. године. До 1977. године допуњени су подаци о раније истраженим објектима: јужној капији Горњег града, двојној базилици у Доњем граду и триконхалној базилици ван бедема а започето је ископавање простора уз јужни бедем Горњег града као и угаоне југозападне куле резервоара. У овом периоду истраживања откривена је и нова грађевина – једнобродна базилика на јужном платоу ван града, источно од трасе аквадукта.
Године 1978. покренут је нови програм истраживања у оквиру кога је дошло до успостављања научне сарадње између француских и српских стручњака из области археологије. Од пресудног значаја за покретање новог програма и успостављања научне сарадње био је значај Јустинијане Приме у антици, као седишта архиепископа северног Илирика, и његова очуваност. Ова научна сарадња имала је више фаза. У првој фази сарадње, која је обухватала период од 1978. до 1984. године, истраживања су била подељена на два научна програма. Први програм обухватао је истраживања сакралне архитектуре док је други био фокусиран на истраживање нових споменика профаног карактера. Од 1984. године покренут је нови програм ископавања који је имао за циљ истраживање стамбеног кварта града. Ископавања су трајала све до 1990. године када су прекинута због међународне изолације Југославије.
Радови су обновљени 1997. године, са новим руководиоцима Бернаром Баваном и Вујадином Иванишевићем. Они су ревидирали програм и проширили га истраживањима. Захваљујући овој чињеници, истражено је у целости насеље које се развијало на простору између западног бедема и главне улице Доњег града, са једне и јужног бедема са друге стране.
Истраживањима помоћу георадара током 2015. године откривене су остаци још четири цркве.
Постоје идеје да се конкурише да овај локалитет постане део Светске баштине код УНЕСКО.

## Археолошко налазиште
Град је био важан црквени, административни и војни центар, седиште новоосноване архиепископије Iustinianae Primae која је имала јурисдикцију над северним Илириком чиме је право Солуна ограничено на јужне делове провинције.
Био је окружен бедемима, а поред спољних утврђења откривени су и унутрашњи бедеми који град деле на три дела: Горњи, Средњи и Доњи. На најузвишенијем месту у граду саграђен је Акропољ - седиште црквене управе, окружен снажним бедемима, у средишњем делу истиче се централни кружни трг где се одвијао јавни живот града.
Градске улице су поплочане правоугаоним кречњачким плочама, уоквирене покривеним тремовима са стубовима на којима се ослањају лукови аркада. На Акропољу се налази комплекс епископске палате (имала је подно грејање које се загревало топлим ваздухом - хипокауст), велика катедрална црква са три апсиде, атријумом и крстионицом, који спада у ред најмонументалнијих споменика византијске архитектуре на балканском полуострву. У стамбеном делу града, близу трга - форума, откопана је тробродна базилика са криптом, пронађени су фрагменти подног мозаика и фресака. Југоисточно од форума била је трећа црква, крстообразна базилика са атријумом. У предграђу је откопана двојна базилика и јужно од ње пета базилика, тробродна са траксептом, нартексом и атријумом, изван градских зидина нађена је шеста црква, триконхос са отвореним нартексом и атријумом, све ове цркве подигнуте су у VI веку.
Споменици црквене и световне архитектуре по својој урбанистичкој поставци, по скупоценим мозаичким подовима и разноврсном декоративном пластиком у потпуности одговарају Прокопијевом опису Justiniane Prime.
Насеље се снабдевало водом из вештачког језера чија је брана била дугачка 100, а висока 6,15 метара.

## Налази новца из источног подграђа Царичиног града
На простору источног подграђа Царичиног града власници њива прикупили су 19 примерака бронзаног новца из 6. века. Новац је предат истраживачима и заведен је у теренски инвентар за 2010 годину. Иако је реч о невеликој скупини новца, она допуњује слику о протоку новца у Царичином граду. Више примерака новца потиче из једнобродне базилике подигнуте на јужном платоу, ван града, близу трасе акведукта. Новац је пронађен у унутрашњости цркве. Ради се о фолису Анастасија из ковнице у Константинопољу из 512/7 године, затим полуфолису Јустина II из ковнице Солун од којих је један кован 568/9, а други 574/5. Значајан је налаз једног лоше очуваног фолиса са простора некрополе града смештене западно од акведукта. Реч је о фолису кованог у време Јустина I или Јустинијана I који је нађен поред гроба. Да се ради о скупном налазу новца указују и раније нађене оставе са Царичиног града.

## Галерија
- Сала Царичин град у Народном музеју у Лесковцу
- Аверс Јустинијан I из периода 527-565 године н.е. Пронађен је на овом локалитету и део је збирке Нумизматика I Народног музеја у Лесковцу
- Реверс Јустинијан I
- 3D реконструкција крстионице у склопу базилике у Царичином граду. Налази се у Народном музеју у Лесковцу.

## Визиторски центар „Теодора” и Центар за посетиоце
Визиторски центар „Теодора“ налази се у непосредној близини археолошког налазишта „Царичин град”. Поседује ресторан и осам соба укупног капацитета 18 лежаја. Конференцијска сала располаже са 50 места за потребе састанака, семинара и радионица.
Центар за посетиоце је савремени објекат који је изграђен поред постојећег објекта „Теодора” опремљен је најсавременијом опремом за презентацију о локалитету Царичин град. Свечано је отворен 17. јуна 2024. године.
У сали за презентацију Центра посетиоци ће моћи да се информишу о самом археолошком локалитету, погледају 3Д презентацију о томе како је некада изгледала Јустинијана Прима, али и визуелно прошетају овим древним градом и упознају начин живота људи тог времена користецћи паметне табле, 3Д наочаре које су доступне у овој савремено опремљеној сали.